# 2013年中東寒流

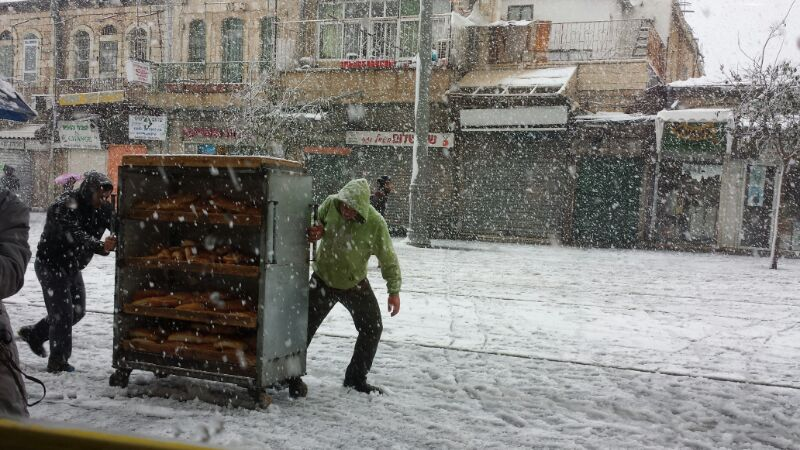
於耶路撒冷，兩人在雪中推著麵包車。

2013年西亞-北非寒流是發生於2013年12月的冬季暴風雪，它襲擊了中東地區等地。此次暴風雪被命名為「Alexa」，它已造成區域內數百萬貧困民眾與流離失所者受災，特別是敘利亞內戰的難民群。埃及首都開羅則在12月13日出現降雪，當地媒體宣稱此為112年以來首次。當地夜晚氣溫也降至2°C / 36°F。此外，以色列的部分道路也被迫關閉，本-古里安國際機場則因為雲層過厚停止運作，也促使美國國務卿約翰·凱瑞縮短與巴勒斯坦總統馬哈茂德·阿巴斯的會談，趕在機場關閉前離開以色列。

## 气象历史
从 12 月 11 日开始，一个大型反气旋在欧洲上空的急流中向北移动;它的东缘从北极向南吸引了一股强大的冷空气。这次极地爆发蔓延到土耳其和东地中海地区，将与经过锋面相关的潮湿空气推到下方，导致叙利亚、黎巴嫩、约旦和以色列的高地出现大雪和雨夹雪。在低海拔地区，该系统的大雨导致一些地区发生洪水。
（同一反气旋的西缘从亚速尔群岛周围吹来了温暖的西南风，吹到了英国。